# Willi Leisner
Willi Leisner (* 6. Oktober 1899 in Thorn; † 10. August 1965 in Pullach) war ein deutscher Publizist und Redakteur sowie Schriftsteller. Von 1950 bis August 1952 arbeitete er als Funktionär der Ost-CDU. Wegen Abweichens von der kirchenpolitischen Parteilinie in der DDR wurde er abgelöst.
Anfang 1951 wurde er Bevollmächtigter der Parteileitung für die Tageszeitung Neue Zeit. Leisner hielt als Parteifunktionär Reden auf Jahreshauptversammlungen, z. B. im CDU-Kreisverband Osthavelland am 20. April 1952. Er nahm an Sitzungen des Sekretariats und Erweitertes Sekretariat des Hauptvorstandes der CDU teil, die im Büro des Parteivorsitzenden Otto Nuschke und des Generalsekretärs Gerald Götting stattfanden. Zu den Teilnehmern gehörten weiter Heinrich Toeplitz, Gerhard Desczyk, Max Sefrin Otto Hartmut Fuchs, Gerhard Fischer, Erwin Krubke, Günter Wirth und andere. Schwerpunktmäßig leitete er das Referat für kirchliche Angelegenheiten, deren Bezeichnung sich mehrmals änderte. Nach seinem Ausscheiden aus der Parteileitung der Ost-CDU wurde Leisner verantwortlicher Redakteur bei der nach einjährigem Erscheinen verbotenen Dresdener evangelischen Zeitschrift Verantwortung. Vorübergehend wirkte er von 1959 bis ins Jahr 1960 hauptamtlich als Kreissekretär des Deutschen Kulturbundes in Brandenburg. Vor seinem Eintritt ins Rentenalter arbeitete er als freier Journalist, insbesondere als sogenannter Volkskorrespondent. Tagespolitische Einschätzungen und Prognosen gehörten zu seinen journalistischen Stärken.
Er war für gezielte politische Fehlinformationen verantwortlich, wie sich später herausstellte, beispielsweise für die von ihm im ersten Halbjahr 1961 an den Bundesnachrichtendienst weitergeleitete Falschmeldung „Moskau habe der SED-Führung seine Zustimmung zur Grenzschließung versagt.“

## Lebensweg
Er wurde als Willy Carl Julius Flehmke, Sohn der Näherin Amalie Flehmke (* 1878) in ihrer Wohnung in der Thorner Schuhmacherstraße im Beisein einer Hebamme, geboren. Letztere zeigte die Geburt dem Standesamt in Thorn an. Sein leiblicher Vater Karl Julius Leisner und die Mutter Amalie Flehmke heirateten am 15. August 1900 – beide waren evangelischer Konfession. Karl Julius Leisner war preußischer Sergeant sowie „Halbinvalide“, der garnisonsfähig war. Er wohnte in der Jakobstraße 20 in Thorn. Dort befand sich eine Militär-Arrestanstalt im Gouvernements-Gerichtsgebäude. Sergeant Leisner erkannte am 10. September 1900 seine Vaterschaft vor dem Standesamt Thorn – unter Vorlage der Heiratsurkunde für sich und seine Ehefrau Amalie Leisner, geborene Flehmke – rechtswirksam an. So wurde die Eintragung im Geburtenregister von 1899 unter Nr. 612 für Sohn Willy entsprechend ergänzt. Ebenso hinzugefügt wurde vom Standesbeamten, dass der Funktions-Unteroffizier zur „Halbinvaliden-Abteilung“ gehörte. Die „Halbinvaliden-Abteilung“ umfasste die „Anzahl von halb invaliden Mannschaften, die vom Staat versorgt“ wurden. Zum Bereich des XVII. Armee-Korps zählte der Landwehrbezirk Thorn. Leisners Vater, der aus dem schlesischen Hilbersdorf gebürtig war, starb auf Grund seines schlechten Gesundheitszustandes bereits im März 1904 im 36sten Lebensjahr im Thorner Garnisons-Lazarett. Seine Mutter, Amalie Leisner, wurde als Witwe im Adressbuch für Thorn aufgeführt.
Nach dem frühen Tod des Vaters wuchs der älteste Sohn Willi zusammen mit den jüngeren Geschwistern Charlotte (* Juni 1901) und Hans (* Januar 1904) bei der Mutter auf. Die junge Witwe Amalie Leisner bestritt den Lebensunterhalt zeitweilig aus dem Verkauf von Lebensmitteln als Viktualienhändlerin. Später arbeitete Amalie Leisner wieder als Schneiderin in Thorn und in den 1920er Jahren als Arbeiterin.
Nach dem Besuch der Volksschule und Teilnahme an der Einsegnung bewarb sich Leisner im Frühjahr 1914 um einen Platz an der evangelischen Präparandenanstalt in Thorn, um später das Lehrer-Seminar besuchen zu können. Der schriftlichen Meldung hatte der Bewerber seinen Geburtsschein, das Schulabgangszeugnis, den Impfschein und ein Gesundheitszeugnis beizulegen, bevor er zur zweitägigen Prüfung vom Präparanden-Anstaltsvorsteher, Ferdinand Panten, eingeladen wurde.
Im März 1917 konnte Leisner das Königliche Evangelische Lehrerseminar nach Abschluss der Präparandenanstalt und dem Bestehen der erforderlichen Aufnahmeprüfung bei Seminardirektor Ludwig John in seiner westpreußischen Geburtsstadt Thorn besuchen. Während seines Seminarbesuchs als angehender Volksschullehrer wurde Leisner u. a im Fach Religion für die evangelische Kirche ausgebildet.
Unter Vorsitz von Direktor John fand im letzten Kriegsjahr die Erste Lehrerprüfung letztmals am 4. Juli 1918 am Thorner Evangelischen Lehrerseminar statt. Seminaristen aus dem Aufnahmejahr 1917 konnten ihre Erste Lehrerprüfung am 30. Juni sowie noch letztmals am 18. und 19. Dezember 1919 in Thorn, dem heutigen Toruń, ablegen. Zu dieser Zeit hatte Leisner Wohnrecht bei seiner Mutter, Amalie, geborene Flehmke, die als Witwe und Mieterin im Adressbuch von Thorn für 1919 genannt wurde. Leisner musste im kaiserlichen Deutschland noch Kriegsdienst leisten und erwartete am 9. November 1918 „eine neue Zeit nach der Katastrophe des Ersten Weltkrieges“. Er wurde im Januar 1918 Musketier im Infanterieregiment 176. Leisner war nach Ende des Ersten Weltkrieges noch bis Januar 1919 Militärangehöriger. Als angehender Volksschullehrer ohne die Zweite Lehrerprüfung verließ er im Dezember 1919 seine Geburtsstadt und orientierte sich beruflich neu.

### Zeitungsredakteur und Verfasser von Gedichten
Der ehemalige Junglehrer arbeitete kurzzeitig als Büroangestellter in kirchlichen sowie anderen Einrichtungen und bewarb sich ab 1925 für ein Schulamt in Luckenwalde vergeblich. Er fand 1927 als Mitglied der SPD eine Volontär-Stelle in der Redaktion der sozialdemokratisch ausgerichteten Tageszeitung Volkswacht, in der es bis zum Redakteur brachte. Ab 1. März 1930 wurde er verantwortlich für den Textteil. Die Volkswacht trug zwei Untertitel: Sozialdemokratische Zeitung für Luckenwalde sowie Amtliches Publikationsorgan für die Stadt Luckenwalde und die staatlichen Behörden. Die dienstlichen Anschrift des Journalisten Willi Leisner bei der Volkswacht in Luckenwalde lautete Haag 13/14. und er wohnte in der Luckenwalder Mühlenstraße 12. Einer der freien Mitarbeiter der Volkswacht war das Luckenwalder SPD-Mitglied Paul Riese, ein gelernter Klavierbauer, der zudem in der Bibliothek half. In Gedichtform schrieb Riese einen „Neujahrswunsch für die Schriftleitung und Geschäftsführung“, der in der Tageszeitung veröffentlicht wurde. Im Blick auf das Jahr 1931 reimte Riese:
Mir selbst gefällt jetzt unsere Zeitung,

Hat sie auch manchmal eine lange Leitung. –

„Lasst andere schreiben ihren Kohl,

Bedenkt nur stets des Volkes Wohl

Und werdet nie des Volks Verächter,

Beherzigt das, Ihr Volkeswächter!“
Leisners Vorgänger in der Redaktionsleitung der Volkswacht waren die SPD-Mitglieder Franz Weibezahl (* 1866) in den Jahren von 1919 bis 1927 und Andreas Baumann (* 1876) von 1927 bis 1930. Die Tageszeitung wurde gedruckt in der Buchdruckerei Hermann Kobisch, die ebenfalls wie die Redaktion Volkswacht und ihre Geschäftsstelle mit einer dazugehörigen Buchhandlung in Luckenwalde, Haag 13/14, ansässig war. Die Volkswacht berichtete über Kommunales in Luckenwalde und Leisner begleitete die Politik der Sozialdemokraten, ins besondere des 1930 gewählten sozialdemokratischen Ersten Bürgermeister Hermann Salomon (* 1888; † 1970), der sich schon früh als Arzt mit jüdischen Wurzeln antisemitischen Angriffen widersetzen musste. So erfuhr die Leserschaft der Volkswacht, dass Dr. Salomon sich nebenbei als Referent betätigte und beispielsweise die „Schwierigkeiten kommunaler Aufbauarbeit unter den obwaltenden Verhältnissen“ zum Thema machte.
Der Sozialdemokrat Leisner übte nicht selten Kritik an Politikern seiner Partei, z. B. wenn diese an „Festlichkeiten der so genannten Saison“ in der Öffentlichkeit auftraten. Besonders ärgerte sich der kritische Beobachter darüber, dass es angesichts der „Not der Millionen Erwerbsloser“, bedingt durch die damalige „wirtschaftliche Lage“, in der Weimarer Republik „an großen Bällen“, beispielsweise am Presseball, teilnahmen. Diese „gewisse Repräsentationspflicht“ bewertete Leisner in seiner Stellungnahme als „Zwang“. Für diesen „Zwang“ machte Leisner den „bürgerlichen Staat“ und die „bürgerliche Gesellschaft“ verantwortlich.
Der sozialdemokratische Redakteur scheute sich auch nicht, Angriffe gegen die rechte Presse zu führen. So äußerte Leisner 1931 in der von ihm redigierten Zeitung, dass es „leichter“ sei, „Redakteur“ der Volkswacht zu sein „als den Schriftleiter“ des im selben Jahr erschienenen rechtsradikalen Tageblatts „zu mimen“. Trotzdem wurde er, zwar nur für kurze Zeit, „Schriftleiter“ beim rechts orientierten Luckenwalder Tageblatt.
Ende der Weimarer Republik hatte – laut Leisner – der Schriftleiter für die Zeitung Tageblatt „um gut Wetter bei jüdischen Inserenten“ zu bitten, um die schwachen Anzeigen-Erlöse zu erhöhen. Dieses widersprüchliche Verhalten deckte Leisner auf und kommentierte, dass es bei diesen Anzeigenkunden galt, „den Hitlerruf im Busen heimlich still zu bewahren: Juda verrecke!“ Er stellte abschließend in der Volkswacht rhetorisch die Frage: „Nicht wahr?“ Im Jahre 1933 wurde das Tageblatt „durch die staatliche Zensur zum reinen Propagandainstrument der NSDAP“. Ab 1937 führte das nazistische Tageblatt die Untertitel Mitteilungsblatt des Kreises Jüterbog-Luckenwalde der NSDAP sowie Amtliches Verkündigungsblatt für den Kreis Jüterbog-Luckenwalde und die Städte Luckenwalde, Jüterbog, Dahme und Baruth.

### Parteiwechsel
In der SPD-Ortsgruppe Luckenwalde kam es verstärkt nach der Jahreshauptversammlung am 22. Januar 1931 zu einem Flügelstreik. Die so genannte Parteiopposition, bestehend aus linken Sozialdemokraten, verschickte am 7. Juni 1931 ein Rundschreiben oppositioneller Sozialdemokraten aus Luckenwalde. In diesem Offenen Brief wurde der „Parteimehrheit in vielen Fällen Unterdrückung der Parteiopposition vorgeworfen“. Zu den Initiatoren des Briefes zählte Willi Leisner. Zuvor war es dem Redakteur Leisner von seinem Arbeitgeber, der „Geschäftskommission“ der Volkswacht, durch Beschluss verboten worden, einen führenden „Genossen“ der Parteiopposition „in der Schriftleitung zu empfangen“. Die Geschäftsleitung der „Volkswacht“ (GmbH), vertreten durch Emil Schulze (* 1884), dementierte am 8. Juni 1931, dass von ihr sowie der Pressekommission „gegen den Genossen Leisner“ ein „Kesseltreiben eröffnet worden“ sei. Sie griff den Begriff „Kesseltreiben“ aus dem „Rundschreiben“, datiert mit 6. Juni 1931 auf, und nannte in ihrer Presse-Erklärung, An die Parteigenossenschaft in Luckenwalde!, vorwiegend arbeitsrechtliche Gründe für die Suspendierung Leisners. Leisner hätte es vorgezogen, „einfach nicht zur Arbeit“ zu kommen, um zeitnah seine abweichende linke politische Haltung nicht erklären zu müssen. Er hatte ohne „vorheriges Einvernehmen mit der Geschäftsleitung“ vor Versendung eines kritischen Rundschreibens „plötzlich Urlaub verlangt“ und blieb ohne Genehmigung der Arbeit fern. Er wurde daraufhin vom Dienst als verantwortlicher Redakteur seiner Stellung enthoben und eine „provisorische Redaktionsführung“ eingesetzt, bestehend aus dem SPD-Mitglied und Luckenwalder Stadtarbeiter Karl Schwerdt. Leisner wurde letztmals im Impressum der Ausgabe von Volkswacht vom Freitag, den 5. Juni 1931, als verantwortlicher Redakteur genannt.
Die KPD-Zeitung „Die Rote Fahne“ berichtete zeitnah über die Flügelkämpfe unter der Fragestellung „Was geht in der Luckenwalder SPD vor?“ und erklärte in der Unterzeile: „Hervorragende Funktionäre rebellieren gegen den Brüning- und Notverordnungskurs der Parteiführung“ der SPD. Der Insider-Bericht nannte den Ersten Vorsitzenden Otto Haberland als einen der Unterzeichner des kritischen Briefes aus der so genannten Parteiopposition und weiter den „Redakteur der SPD-Volkswacht“, Leisner, an zweiter Stelle. In ihrer Ausgabe vom 28. Juni 1931 war der Roten Fahne der Übertritt des Luckenwalders SPD-Vorsitzenden Haberland und des ehemaligen Redakteurs der Volkswacht zur KPD eine Schlagzeile auf Seite 1 wert, bezugnehmend auf einen „Eigenen Bericht“ aus Luckenwalde vom Vortage. Eine Abbildung von Willi Leisner sowie zwei früheren SPD-Funktionären wurde mit der Bildunterschrift versehen: „Sie haben die SPD verlassen“.
Leisner wurde bei einer Rückschau in die Kategorie „Sonderlinge“ eingeordnet, die „Nicht fest in den Organisationen der Arbeiterbewegung standen …“. Die Entlassung Leisners wurde am 12. Juni 1931 durch den Luckenwalder Wahlverein der SPD bestätigt. Nach Beendigung der provisorischen Redaktionsführung wurde Alphons Schöpflin (* 1898) verantwortlicher Redakteur der Volkswacht.

### Änderung der inneren Einstellung und des Verhaltens in der NS-Zeit
Leisner wechselte in der NS-Zeit seine Arbeitsstelle und zog von Luckenwalde nach Brandenburg an der Havel. Seine journalistischen Beiträge durften nicht dem NS-Gedankengut zuwiderlaufen. Nach einschneidenden beruflichen Erlebnissen wirkte er als Missionssekretär in der Kreisstelle der Inneren Mission, einer Vorläuferin der Diakonie, in Brandenburg, die dem Stadt-Superintendenten unterstand. Er engagierte sich in der örtlichen Bekennenden Kirche. Er ließ die Verse in der Form von Gedichten und Liedern beim Christlichen Verein Junger Männer in der Stadt Brandenburg (Havel) von Georg Jagdhuhn (1913–2006) in der Schriftart Liebig-Gotisch als Privatdruck herstellen. Das Vorwort schrieb der BK-Pfarrer Kurt Schubert (1902–1967) von der Katharinenkirche in Brandenburg im Advent 1938. Er charakterisierte die Schrift „als ein wahrhaftiges Glaubenszeugnis“ und führte aus: „Es wird hier bekannt, gesagt und gesungen, was ewig gültiger Glaubensschatz der christlichen Gemeinde bleibt.“
Leisner beherrschte die Kunst, zwischen den Zeilen zu lesen und zu schreiben. Bereits in der NS-Zeit dichtete er als BK-Christ interpretationsfähige Verse wie:
Immer will ich wieder schweigen,

Immer deiner Hand entrinnen,

Immer mich vor Welten neigen,

Ihren Segen zu entrinnen.

Immer will ich wie ein armer

Flüchtling deinem Wort entweichen.

Halte mich, du mein Erbarmer,

Reiße mich zu deinem Zeichen!
Das langjährige SPD-Mitglied, dem „individualistische Eigenheiten“ nachgesagt wurden, wechselte 1931 – nach seinem Konflikt mit der Geschäftsleitung der sozialdemokratischen Zeitung Volkswacht in Luckenwalde – die Partei und trat der KPD bei. Zu Beginn der NS-Zeit wurde er zumindest nomineller Pg. der NSDAP im damaligen „Gau Mark Brandenburg“.
Im Jahre 1940 wurde Leisner als Zivilist kriegsdienstverpflichtet und musste in den zum Flick-Konzern gehörenden Stahlwerken in Hennigsdorf arbeiten.
Von 1946 bis zu seinem Parteiausschluss 1953 war er Mitglied in der CDU. Nachdem er seinen Lebensmittelpunkt Berlin in den 1950er Jahren aufgegeben hatten, zog er wieder nach Brandenburg (Havel), wo er zusammen mit seiner Ehefrau Ilse Leisner, einer berufstätigen Sachbearbeiterin in der Industrie- und Handelskammer der DDR, und den beiden Töchtern wohnte. Im Jahre 1959 trat Leisner in die Blockpartei National-Demokratische Partei Deutschlands ein und wurde Anfang der 1960er Jahre ehrenamtliches Mitglied des Kreisvorstandes der NDPD-Stadt.

### Stadtrat für Volksbildung in der 1945 neu gebildeten deutschen Stadtverwaltung Brandenburgs
Bei Bildung des Nachkriegs-Magistrats der Stadt Brandenburg wurde Leisner zum Stadtrat für Volksbildung in Übereinstimmung mit dem sowjetische Militärkommandanten, Oberst Wolkow, ernannt und kam vermutlich zu seinem Amt als Besitzer eines Mitgliedsbuches der KPD aus der Zeit der Weimarer Republik Anfang der 1930er Jahre. Leisner wurde als Stadtrat den KPD-Vertretern im Magistrat von Brandenburg zugerechnet. Andererseits wurde Leisner in der „Schriftenreihe der Stipendiatinnen und Stipendiaten der Friedrich-Ebert-Stiftung“ als Stadtrat den SPD-Vertretern im Magistrat von Brandenburg zugeordnet, bevor er Mitarbeiter der evangelischen Kirche und CDU-Mitglied wurde. In einer heutigen Bewertung wird Leisner als „kommunistisch ausgerichteter Stadtrat“ charakterisiert. Leisners Nachfolger wurde das SPD-Mitglied Ulrich Zylka (1921–1948) und er blieb Stadtrat bis März 1946 unter der Befehlsgewalt des sowjetischen Militärkommandanten der Stadt Brandenburg, Oberst Piotr Andrianowitsch Wolkow.
Am 18. Juli 1945 begann in Brandenburg für die Volksschulklassen fünf bis acht entsprechend einem schriftlichen Aufruf des städtischen Kultur- und Schulamtes vom 14. Juni desselben Jahres. Vor den eingeladenen Lehrern Brandenburgs in die Stadthalle zu einer Abendveranstaltung hielt der amtierende Leisner als zuständiger Stadtrat einen Vortrag zum Bildungswesen mit dem richtungsweisenden Hinweis, dass zwar Lehrpläne für die Schulen noch nicht vorhanden seien, trotzdem in den Fächern „Gesang, Turnen, Spielen, Natur- und Heimatkunde“ erteilt werden könne sowie „Wanderungen und Unterhaltungen zu aktuellen Fragen sehr erwünscht seien.“ Der offizielle Schulbeginn wurde später auf den 1. Oktober 1945 entsprechend dem SMAD-Befehl Nr. 40/45 vom 25. August 1945 festgelegt.
Im Nachkriegs-Magistrat der Stadt Brandenburg wurde Leisners zuständiger Pfarrer Kurt Schubert als Beirat für Kirchenfragen nebenamtlich tätig. An der Brandenburger Katharinenkirche wirkte Kurt Schubert noch bis 1952 und wurde dann durch kirchenbehördliche Verfügung Pfarrer in Berlin (West) an der Auenkirche.

### Eintritt in die CDU Brandenburg
Nach dem Befehl Nr. 2 der SMAD vom 10. Juni 1945 die Neu- bzw. Wiedergründung deutscher demokratischer Parteien in der SBZ und Berlin. Wer auf seinen Namen lautendes Parteibuch z. B. der KPD vor 1933 besaß wie Leisner, durfte sich nicht ohne weiteres als Mitglied dieser Partei betrachten. Es wurde in der Regel geprüft, wie sich das frühere Mitglied in der NS-Zeit verhalten hatte. Um dem wegen seiner zeitweiligen NSDAP-Mitgliedschaft zu entgehen, trat Leisner 1946 in die CDU Brandenburg unter Vorsitz des Rechtsanwalts Gerhard Schütze ein. Überdies hatte er einen weiteren Grund nunmehr in der CDU eine politische Heimat zu suchen, die am 2. November 1945 eine CDU-Ortsgruppe in der Stadt Brandenburg gründete. Leisner schloss sich in der NS-Zeit der Bekennenden Kirche in der Stadt Brandenburg an. Wegen seiner Verbindungen zur BK wurde er vorübergehend von der Gestapo inhaftiert.

### Fortsetzung seiner publizistischen Tätigkeit nach 1945
Im Jahr 1946 gab Leisner die Erlaubnis zum Erstdruck seines Gedichts „Nacht“, das zu denen gehörte, die „in den Notjahren des 2. Weltkriegs entstanden“ waren:
Die Nacht faltet dunkle, dunkle Gewänder

Über die Welt, über Meere und Länder

Und wandert mit schweren, langsamen Schritten

Um unser Sehnen, Suchen und Bitten.

All unser Sorgen schläft langsam ein,

Wir wollen stille beim Vater sein.

Er will uns seine Worte sagen,

Wir dürfen niemals zweifeln und klagen,

Er will uns tragen!

### Verfechter für Gespräche zwischen „Christentum und Marxismus“
Im Jahre 1948 setzte sich Leisner für Gespräche zwischen „Christentum und Marxismus“ unter den neuen Zuständen im Nachkriegs-Deutschland ein. Um seinem Anliegen Nachdruck zu verleihen, wurde er in einer zeitgenössischen kultur-politischen Publikation als „Mitarbeiter kirchlichcher Zeitschriften“ vorgestellt und dabei auf seine frühere Tätigkeit als „Redakteur an einer Tageszeitung“ bis 1932 sowie „später in der Bekennenden Kirche“ hingewiesen. Der Diskussionsbeitrag erschien in der von Alfred Kantorowicz herausgegebenen und Chefredakteur Maximilian Scheer verantworteten Zeitschrift Ost und West, die den Untertitel trug Beiträge zu kulturellen und politischen Fragen der Zeit.
Leisner stellte in seinem Beitrag die These auf: Die christliche Botschaft steht über allen menschlichen Meinungen und Programmen. Für sich nahm er in Anspruch: Der Christ blickt nicht wehleidig jammernd in eine unwirkliche Ferne. Der Christ misst die Unhaltbarkeit der gegenwärtigen Zustände an Gottes Gesetz, erkennt seine eigene Unzulänglichkeit und fühlt sich zu ganz neuem Einsatz gerufen. Dieser Einsatz stößt den Christen aus der Ruhe einer Flucht in die Innerlichkeit mitten hinein in den Kampf des Lebens. Wie sein Parteifreund Georg Dertinger musste Leisner bei der Darstellung christlicher Werte später erfahren: „Marxisten durften die christliche Lehre umzuwerten versuchen, nicht umgekehrt.“
In seinem ersten Beitrag für die CDU-Tageszeitung Neue Zeit, S. 1/2 zum Reformationstag 1948 nahm Leisner eine Bewertung Luthers „im Raum der Profangeschichte“ vor. Er schrieb eine Fortsetzung zum Reformationstag 1949. Zu jener Zeit wohnte er in Brandenburg an der Havel und seine dort ausgeübte Tätigkeit wurde mit Religionslehrer in einer Akte über Leisners Entnazifizierung angegeben, die heute zum Bestand des Brandenburgischen Landeshauptarchivs gehört.

### Funktionär der Ost-CDU
Im Oktober 1950 wurde in der Parteileitung der Ost-CDU eine Abteilung für Kirchenfragen unter der Bezeichnung „Verbindung zu den Kirchen“ eingerichtet. Die Leitung wurde dem seit Februar desselben Jahres in der Berliner Hauptgeschäftsstelle (Parteileitung) unter Otto Nuschke tätigen Leisner im Rang eines Referenten übertragen. Zudem wurde er Mitglied des Sekretariats der Parteileitung und wünschte sich „ein gutes, ungetrübtes Verhältnis von Staat und Kirche“ in der DDR, das sich „auf gegenseitigem sachlichen Verständnis und absoluter Loyalität“ gründen sollte.
Dem ehemaligen Katecheten wurden als CDU-Funktionär unter anderem Aufgaben entsprechend seinem bisherigen Berufsweg übertragen. Zum Beispiel hatte er auf einer Weihnachtsfeier der CDU 1951 für 40 Kinder im Konferenzsaal der Hauptgeschäftsstelle (Parteizentrale) in der Berliner Jägerstraße 59/60 Kindern und Schülern angepasste Grußworte zu sprechen.
Zuvor wirkte Leisner ab 1949 einige Monate als Geschäftsführer des evangelischen Männerwerkes für die Kirchenprovinz Berlin-Brandenburg für das Kirchengebiet Brandenburg in der SBZ/DDR unter Leitung von Pfarrer Erich Andler (* 1894), Oberkonsistorialrat, dem Vorsitzendem dieses Werkes der Evangelischen Kirche in Berlin-Brandenburg.
Die Entwicklung der Inneren Mission verfolgte er und bewertete ihren volksmisionarischen sowie karitativen Dienst in der Evangelischen Kirche in Berlin-Brandenburg, insbesondere den jährlich stattfindenden „Tag der Inneren Mission“ in der Berliner Waldbühne Anfang der 1950er Jahre im damaligen West-Berlin. In diesem Zusammenhang würdigte er Bischof Dibelius „in seiner Absicht, Brücken zwischen Ost und West zu bauen und Zusammenhänge zu erhalten“. Der christlichen Missionsarbeit in der Gegenwart und Zukunft widmete sich Leisner umfassend und bewertete einen Rundfunkbeitrag von Gerhard Brennecke, den er persönlich kannte, kritisch.

### Organisator von Freizeiten für Mitarbeitende der Männerarbeit der evangelischen Kirche
In einer Meldung über eine geplante Freizeit für Mitarbeiter der Männerarbeit in der evangelischen Kirche Berlin-Brandenburg vom 5. bis 9. Juni 1950 in der Stoecker-Stiftung Berlin-Weißensee wurde Leisner der Leserschaft der Neuen Zeit als Referent und „Landesgeschäftsführer“ vorgestellt. Leisner sprach dort über die „Aufgaben der Laien“, während Generalsuperintendent Krummachcher zuvor grundsätzliche Ausführungen zur evangelischen Männerarbeit nach der neuen Grundordnung machte und Generalsuperintendent Jacob über „Staat und Obrigkeit heute“ referierte.
Im kirchlichen Dienst hatte er bereits nach seiner langjährigen Tätigkeit als Zeitungsredakteur vorübergehend als „Missionssekretär“ gearbeitet als er in der NS-Zeit mit seiner Mutter Amalie Leisner, geborene Flehmke, in Brandenburg an der Havel wohnte.
Mit der christlichen Männerarbeit kam Leisner als junger Mann erstmals in Berührung, als seine Mutter in der Tuchmacherstraße in Thorn wohnte. Der Thorner CVJM stand unter Leitung des Pfarrers Gustav Johst von der evangelischen St. Georgenkirche in Thorn-Mocker. Seine musikalische Begabung vervollkommnete Leisner während seiner Volksschul-Lehrerausbildung am Königlichen Evangelischen Lehrerseminar in Thorn bei Musiklehrer Karl Janz und seine Kenntnisse in Religion beim Seminarlehrer Max Wilck, der Kandidat der Theologie (cand. theol.) und zugleich Kandidat der Philosophie (cand. phil.) war.
Im Nachrichtenblatt der CDU Union teilt mit für Dezember schrieb Leisner als Arbeitseinstieg einen Beitrag unter der Überschrift „Christen, Kirche und Sowjetunion“. Als Rechtfertigung seines Tätigkeitswechsels von der Männerarbeit der evangelischen Kirche in das Gebiet der politischen Arbeit führte er an: „Ein evangelischer Mann kann weder ein Stiller im Lande sein noch ein missvergnügter Reaktionär, der sich neben eine Entwicklung gestellt hat, die ihm nicht passt.“ Evangelische Christen sind „vielmehr gerufen, die Dinge dieser Welt und auch alle politischen, gesellschaftlichen und ökonomischen Entwicklungstendenzen ernst zu prüfen und danach dann aber Entscheidungen zu treffen.“ Zu seinem Familienbild gehörte die Auffassung, dass „jede Frau“ zuhaus „regiert“.

### Mitglied der Gesellschaft für Deutsch-Sowjetische Freundschaft
Bereits bei seinem Eintritt in die KPD 1931 wandte sich Leisner gegen die „Weltausbeutung“ der Arbeiterschaft und verurteilte den „Kampf gegen die Sowjetunion“. Den damals „einzigen Arbeiterstaat der Welt“ galt bereits zu jener Zeit seine Sympathie. Am 5. Januar 1951 strahlte der Deutschlandsender ein Interview mit Leisner aus, in dem dieser auf das Kriegsende und den Neuanfang 1945 in seinem damaligen Wohnort Brandenburg (Havel) einging und sich als Christ sowie ehemaliger Mitarbeiter im kirchlichen Dienst zu erkennen gab. Weiter lobte CDU-Referent für Kirchenfragen und Mitglied der Gesellschaft für Deutsch-Sowjetische Freundschaft, Leisner, den früheren sowjetischen Militärkommandanten der Stadt Brandenburg, der die Geistlichen der Stadt aufforderte: „Machen Sie die Leute fröhlich, dass sie wieder Mut bekommen.“ Zugleich polemisierte Leisner gegen die „Behauptung der angeblichen Kirchenfeindlichkeit der Sowjetunion“, um dann die Frage zu bejahend zu beantworten: „Kann ein Christ Freund der Sowjetunion sein?“. Wohlwollend beurteilte er die kirchliche Arbeit in der Sowjetischen Besatzungszone und dann in der DDR. Schließlich nannte Leisner lobend die Russisch-Orthodoxe Kirche, die in einer deutschsprachigen Schrift den Kampf der Völker um die Verteidigung des Weltfriedens propagierte. Zum Thema „Die Kirche und die CDU“ hielt Leisner im „Unionshaus“ in der Berliner Jägerstraße 59/60 einen öffentlichen Vortrag im April 1951. Sein Eintreten für den Sozialismus in der DDR begründete mit der Motivation, aus christlicher Verantwortung zu handeln und hielt 1951 entsprechende Vorträge, zum Beispiel vor der Mitgliederversammlung der CDU-Ortsgruppe Johannisthal einem damaligen Ortsteil von Berlin-Treptow.
Er fasste in einem 1952 veröffentlichten Beitrag die seit der russischen Revolution 1917 in „christlichem Urteil“ bestehenden Vorbehalte gegen das sowjetische System zusammen, namentlich den durch Gewaltakt entstandenen Staat, seine Wirtschafts- und Gesellschaftsordnung, um dann gegen diese „Ressentiments“ zu polemisieren. In diesem Zusammenhang berief sich Leisner auf einzelne christliche Persönlichkeiten und nannte insbesondere die Theologen Dietrich Bonhoeffer, Karl Barth und Martin Niemöller als Vorbilder für „revolutionäres Handeln“ aus „christlicher Gewissensentscheidung“.
Als der Stadtverband Berlin der Ost-CDU in Berlin zu einer öffentlichen Veranstaltung zum Thema „Warum ist der Christ ein Freund der Sowjetunion?“ für den 20. November 1952 einlud, war der angekündigte Referent Leisner nicht mehr für Kirchenfragen bei der CDU-Parteileitung zuständig. Trotzdem wurde noch auf dem Ankündigungsplakat mit seiner früheren Parteifunktion geworben. Überdies wurde Leisners Vorname nicht mit dem Buchstaben „i“ gedruckt, sondern – wie geburtsurkundlich festgehalten – mit „y“. Als Blickfang wurden zwei Logos verwendet: das CDU-Emblem mit ergänzter Friedenstaube und das damalige Abzeichen der Gesellschaft für Deutsch-Sowjetische Freundschaft – noch ohne DDR-Staatsemblem.
Leisner gehörte als CDU-Mitglied zu den Mitgliedern des Zentralvorstandes der Gesellschaft für Deutsch-Sowjetische Freundschaft und er wurde nach seiner Wahl im Januar 1951 noch als Geschäftsführer der Männerarbeit der ev. Kirche vorgestellt, obwohl er bereits hauptberuflich als Referent für kirchliche Angelegenheiten der CDU tätig war. Überdies wurde Leisner nicht mit seinem Rufnamen „Willi“ als Zentralvorstandsmitglied unter dem wiedergewählten DSF-Präsidenten Friedrich Ebert in der DDR-Presse erwähnt, sondern mit seinen weiteren Vornamen Karl Julius., was die Neue Zeit mit seinem Rufnamen „Willi“ in einer Meldung über alle CDU-Mitglieder im DSF-Zentralvorstand richtig stellte. Über das „Kirchliche Leben in der Sowjetunion“ konnte der Referent für kirchliche Angelegenheiten der CDU im Deutschlandsender am Karfreitag 1951 sprechen.

### Informationsquellen
Leisner nutzte sowohl die Möglichkeiten im „Haus der Presse am Bahnhof Friedrichstraße“ in Berlin für seine parteipolitischen Einschätzungen, Stimmungsbilder und Bewertungen als auch Gespräche mit Persönlichkeiten aus seinem Freundes- und Bekanntenkreis. Als Journalist hatte er Zugang zu den Auslagen der deutschen und internationalen Presse im „Haus der Presse“ des VDJ und er konnte auch das dazugehörige „Cafe Presse“ besuchen, das im November 1950 eröffnet wurde. Er stützte sich bei seinen Berichten auch auf Informationen, die er aus Erzählungen Journalisten-Kollegen vor 1961 gewann.
Er wertete den amerikanisch lizenzierten Tagesspiegel aus und gab aus dieser Tageszeitung Informationen für Leser der in Ostberlin erschienenen Tagespresse zur Kenntnis, beispielsweise 1951, dass ein russisch-orthodoxer Bischof, der in Gesamtberlin die Gläubigen seiner Konfession betreut … ein NKWD-Spitzel (sei).
Er wurde regelmäßiger Autor des christlichen Sonntagswortes in der Tageszeitung Neue Zeit unter der Rubrik „Sonntagswort für das christliche Haus“ bzw. kurz „Das Wort zum Sonntag“. So erwähnte Leisner zum 12. Sonntag nach Trinitatis 1952 den evangelischen Kirchentag in Stuttgart mit der Losung „Wählt das Leben“ und unterstrich „das Wächteramt der Kirche“ sowie die dort gesprochenen Fürbitten „für unser Volk hüben und drüben, für die Völker alle im Erdenrund für den von Gott gebotenen Frieden …“.
Über die Thematik deutsch-sowjetische Freundschaft referierte Leisner in Versammlungen der Berliner CDU, beispielsweise am 20. November 1952 in der Gaststätte Volkshaus in Berlin-Weißensee. Zuvor nahm er im August 1952 die Gelegenheit wahr, in den Ostberliner Rundfunksendern Deutschlandsender und Berliner Rundfunk den Sonntagskommentar zu sprechen.
Zu seinem Freundes- und Bekanntenkreis zählte der KPD/SED-Funktionär Kurt Seibt (1908–2002). Auch war Leisner mit dem früheren Leiter der Presseabteilung im Informationsamt der ehemaligen DDR, Albert Norden, bekannt geworden.
Ob es sich bei Leisners gegenüber dem BND genannten vermeintlichen Gewährsmann Isaakow um den gleichnamigen früheren Prawda-Korrespondenten handelte, der 1947 von einem ADN-Berichterstatter aus Moskau als Wirtschaftsfachmann erwähnt wurde, wird in einer 2019 erschienenen Veröffentlichung der „Unabhängigen Historikerkommission zur Erforschung der Geschichte des Bundesnachrichten 1945–1968“ nicht geklärt. Ein Boris Isaakow befasste sich während der Besatzungszeit Deutschlands in einem Artikel für die sowjetische Parteizeitung „mit der Rolle ausländischen Kapitals in der deutschen Industrie“ am Beispiel deutscher Kraftwagenfabriken im damaligen Westdeutschland.

### Befürworter der Ökumene
Leisner schrieb im August 1952 ein Grußwort zum 75. Deutschen Katholikentag in Berlin, in dem er ausdrücklich als evangelischer Christ mit Blick auf die weltpolitische Situation appellierte: Christliche Kirche muss, wenn das Haus zu brennen droht, mit letztem Ernst, in ganzer Klugheit und ohne Falsch dem Frieden dienen. Gott lenke Wort und Haltung aller zum Segen für Kirche, Volk und Welt! Ohne Unterschiede und Gegensätze beider Konfessionen unberücksichtigt zu lassen, sprach sich Leisner für ein ökumenisches Miteinander aus: Die trennenden Unterschiede bestehen weiter, aber es gibt kein feindliches Gegeneinander, sondern nur ein brüderliches Miteinander. Über aller Verschiedenheit im Dogmatischen, in den kirchlichen Grundbegriffen und Lebensäußerungen steht heute nach schmerzlichen Erfahrungen das Gemeinsame der Gebundenheit an das eine, unteilbare unvergängliche Evangelium.
Leisner sah „Verbindungslinien“ zum Evangelischen Kirchentag in Stuttgart 1952 und erhoffte sich von kirchlichen Veranstaltungen Wirkungen auch in die politischen Bereiche hinein, besonders durch eine publizistische Auswertung.

### Politische Angriffe aus eigenen Reihen
Während seiner Tätigkeit als CDU-Referent für Kirchenfragen hatte Leisner die Junge Gemeinde als Notwendigkeit für den kirchlichen Nachwuchs bezeichnet, jedoch das zu einer Zeit als sich bereits staatliche Repressionsmaßnahmen anbahnten und politisch voraussehbar war, dass sich die Parteileitung der Ost-CDU „bis auf wenige Ausnahmen“ an der Kampagne der SED-Regierung zur „Vernichtung jeder Jugendorganisation außerhalb der FDJ“ beteiligen würde, „wo jungen Menschen Dinge vorgeworfen wurden, die nicht bewiesen worden sind“. Otto Nuschke hatte anfangs auch die Junge Gemeinde verteidigt, ebenso unterstellten die CDU-Funktionäre Heinz-Wolfram Mascher, Herbert Trebs und Ulrich Fahl der Kirchenjugend „keinen staatsfeindlichen Charakter“, noch bevor die Junge Gemeinde als „eine Lebensäußerung im Raume der Kirche“ staatlicherseits im Zusammenhang mit der Verkündung des Neuen Kurses akzeptiert wurde.
Als Landesgeschäftsführer der kirchlichen Männerarbeit im Land Brandenburg war Leisner an einem christlichen Männertreffen in Bötzow im September 1949 mit den Referenten Generalsuperintendent Krummacher sowie Landeskirchenrat Heidler (1908–1988), „Beauftragter der kirchlichen Männerarbeit in der Ostzone“, nach DDR-Gründung der „Männerarbeit der östlichen Gliedkirchen der Evangelischen Kirche in Deutschland“ und dem Schriftsteller Erich Müller-Gangloff beteiligt. Höhepunkt war ein Verkündigungsspiel der Jungen Gemeinde der landeskirchlichen Gemeinschaft aus Hennigsdorf, dem Ort, welchen er während seiner Kriegsdienstverpflichtung in einem Rüstungsbetrieb ab 1940 näher kennengelernt hatte.
Leisner stellte seine Funktion als CDU-Hauptreferent wegen zunehmender politischer Angriffe auch aus den eigenen Reihen im August 1952 zur Verfügung. Er setzte sich als CDU-Funktionär auf einer Tagung mit Pfarrern in Halle (Saale) am 29. November 1951 für ein „Miteinander von CDU und Kirche“ ein, obwohl die Partei die Aufgabe der christlichen Kirchen auf die Verkündigung schwerpunktmäßig auf den „Frieden auf Erden“ beschränken wollte und die „religiöse Gewissheit des Seelenfriedens der christlichen Menschen ohne Rücksicht auf diese Welt“ als „keine Lösung dieser Aufgabe“ ansah. Die Probleme die zwischen Leisner bei der Verwirklichung der Kirchenpolitik der Ost-CDU auftauchen, wurden auf dessen „kirchliche Sozialisation“ zurückgeführt.

### Für die Wiederherstellung der deutschen Einheit
Laut Willi Leisner in der Neuen Zeit waren alle Gäste aus der DDR und Berlin vom Evangelischen Kirchentag 1950 in Essen heimgekehrt mit der „Hoffnung auf eine baldige Beendigung der Spaltung des gemeinsamen Vaterlandes“.
Im Februar 1951 führte der Berliner Rundfunk ein Gespräch mit Leisner in dessen Funktion als „Referent für kirchliche Angelegenheiten bei der Parteileitung der Christlich-Demokratischen Union“. Der CDU-Funktionär setzte sich für die Lösung der „Frage der nationalen Existenz ganz Deutschlands“ ein und ein „gesamtdeutsches Gespräch“ darüber. Auf einer CDU-Mitgliederversammlung in Greifswald am 30. März 1951 behandelte Leisner als „Referent für kirchliche Angelegenheiten der Hauptgeschäftsstelle“ der CDU weltpolitische Fragen und forderte die CDU-Mitglieder auf, politisch aktiv zu wirken und sich dabei auf das christliche Fundament zu besinnen.
Er begrüßte 1951 die Berufung von Harald Poelchau als Sozialpfarrer durch die Evangelische Kirchenleitung Berlin-Brandenburg unter Bischof Dibelius und war überzeugt, dass, „die Arbeit dieses kirchlichen Amtes ein weites Echo in der Arbeiterschaft ganz Berlins finden wird.“
Im Blick auf die entsprechenden Sowjetnoten schrieb Leisner im August 1952 an den Präsidenten des Evangelischen Kirchentages, Thadden-Trieglaff: „Wir können nicht nur, wir müssen die Großmächte beschwören, an den Verhandlungstisch zu gehen“. Bei der auszugsweisen Veröffentlichung dieses Appells verwies das „Organ des Zentralkomitees der Sozialistischen Partei Deutschlands“ auf Leisners ehemalige Tätigkeit als „Landesgeschäftsführer“ der „Männerarbeit der evangelischen Kirche“.
Als Karl Reinhold Döderlin über Sinn und Bedeutung der von der Ost-CDU gestifteten Friedensglocke an der deutsch-polnische Grenze in Frankfurt/Oder in der Tageszeitung Neue Zeit schrieb, zitierte der katholische Autor und Schriftsteller den CDU-Funktionär Leisner als früheren Sprecher der Parteileitung: Sie  … wird rufen zum Kampf um die Erhaltung und Sicherung des Friedens und um die Wiederherstellung der Einheit Deutschlands. Der Ruf dieser Glocke soll alle christlichen Menschen an ihre Pflicht erinnern, dafür Sorge zu tragen, dass nie wieder Glockentürme unter Bombeneinwirkung bersten, Glocken verstummen oder im Feuersturm schmelzen. Leisner hatte die Begründung für den Antrag Dertingers zur Stiftung der Glocke dem Hauptvorstand der CDU am 24. Juni 1952 vorgetragen und den Wunsch geäußert, dass die „Friedensglocke … eines Tages den Frieden und ein einiges Deutschland in Freundschaft mit den friedliebenden Völkern einläuten (soll)“.
In der überregionalen CDU-Tageszeitung Neue Zeit wurden Leisners Beiträge „verstärkt zensiert bzw. gar nicht erst gedruckt“, da er bei der Gewinnung von Kirche und Pfarrer zum Engagement für die DDR auf CDU-Versammlungen 1952 einräumte, dass es "mangelhafte Rechtssicherheit und „Beschimpfungen von Christentum und Kirche“ in der DDR gäbe.
Er verfasste nach seinem Ausscheiden aus der Parteileitung Bemerkungen im Blick auf die „vierte gesamtdeutsche Synode der evangelischen Kirche in Deutschland“ in „Elbingerode – unweit der Zonengrenze gelegen -“ im Jahre 1952 und bekannte sich "mit allem Nachdruck zu jenem unzweideutigen Öffentlichkeits- und Wächterdienst, den Dr. Dr. Heinemann, der Präses der Synode, Martin Niemöller, der Leiter des Kirchlichen Außenamtes … und andere kirchliche Persönlichkeiten in West und Ost „in entscheidungsschwerer Zeit“ leisteten.
Zuvor hatte Leisner einen Offenen Brief an Pastor Niemöller zusammen mit weiteren namhaften Vertretern des Christentums in der DDR unterzeichnet und darin Nachfragen zu seiner in der Berliner Marienkirche dargelegten politischen Haltung im Kalten Krieg gestellt.
In einem Wort zum Sonntag im Herbst 1952 für die Neuen Zeit nahm Leisner auf den Verlauf der gesamtdeutschen Synode in Elbingerode Bezug sowie auch auf den 6. Parteitag der Ost-CDU und sah in der Losung und dem Lehrtext am evangelischen „Männersonntag“ als „Gottes Ruf und Auftrag“ für die Akteure an, die „in der Freiheit christlichen Auftrages aufgestanden sind, ohne Angst und ohne Ketten … und auf die Bruderhand der Männer von drüben warten.“
Zu seinem Glaubenszeugnis gehörte die Auslegung von Psalm 138, insbesondere Vers 3, den er 1952 so auslegte: „Der betende Christ lebt – immer angefochten und immer wieder getröstet und gestärkt – in der Welt als in Gottes Welt. Der fürbittende Christ und die fürbittende Gemeinde wissen sich stellvertretend für alle zu heiligem Dienst berufen“.
Letztmals zum Epiphaniastag 1953 bekannte Leisner in der Tageszeitung der CDU Neue Zeit seinen christlichen Glauben öffentlich:

„Wir sollen Jesus Christus predigen … . Nicht wir und unser vorbildliches Wollen, das ganz und gar fragwürdig ist, nicht unsere lebendigen Gemeinden, deren Leben nicht weniger anfechtbar ist, nicht unsere Kirchen, deren auf Macht und Geltung abgestimmte Organisation durchaus widerspruchsvoll ist, der lebende Christus, den wir gern und oft diffamieren und verleugnen, bestimmt unseren Dienst.“

### Leitender Redakteur der christlichen Wochenschrift „Verantwortung“
Leisner zeigte nach Aufgabe seines Amtes als CDU-Kirchenreferent Ambitionen, in die Hauptabteilung „Verbindung zu den Kirchen“ im Verantwortungsbereich des stellvertretenden DDR-Ministerpräsidenten Nuschke zu wechseln wie auch einer seiner Mitbewerber, der Hauptabteilungsleiter im Ministerium für Auswärtige Angelegenheiten der DDR, Gerhard Reintanz. Als Leisners Bestreben keine Aussicht auf Erfolg hatte, griff er auf die frühere Tätigkeit als Redakteur während der Suche nach einer neuen beruflichen Beschäftigung zurück.
Bei der vom evangelisch-reformierten Pfarrer August de Haas (LDP) in Dresden herausgegebenen christlichen Wochenschrift Verantwortung, arbeitete Leisner nach seinem Ausscheiden aus der Ost-CDU-Parteileitung ab November 1952 und hatte die Redaktionsleitung inne. Diese christliche (evangelische) Wochenschrift wurde mit erheblichen Mitteln vom Deutschen Friedensrat unterstützt. Sie sollte die Friedenspolitik der DDR in christlichen Kreisen unterstützen. Leisner war Mitunterzeichner einer „christlichen Friedensbotschaft“ von Teilnehmern des Deutschen Kongresses für Verständigung und Frieden 28. bis 29. November 1952 in Berlin, wo er zu dieser Zeit wohnhaft war.
Er veröffentlichte in der Verantwortung einen Artikel aus der westdeutschen Zeitschrift Stimme der Gemeinde unter der mit einem Fragezeichen versehenen Überschrift: „Wir dürfen wieder hassen?“ von Heinz Kraschutzki in der Wochenschrift Die Verantwortung auf Wunsch der Funktionärin der Ost-CDU Frida Stolzenbach (1901–1975) und Mitglied des „Christlichen Arbeitskreises für Frieden“ des Deutschen Friedensrates. Dieser Nachdruck wurde ihm wegen der politischen Ausrichtung des Artikels zum Verhängnis und er zum „Fall Leisner“.
Von den DDR-Oberen wurde der westdeutsche Beitrag als „Hetzartikel“ eingestuft, da darin nicht nur der „Westen“ sondern auch der „Osten“ für die hasserfüllte Propaganda im Kalten Krieg verantwortlich gemacht wurde. Leisner musste sich am 8. Januar 1953 auf einer Tagung des Deutschen-Friedensrat-Arbeitskreises für den Nachdruck rechtfertigen, ohne jedoch dadurch seine Entlassung und die damit einhergehende Einstellung der Zeitschrift Die Verantwortung verhindern zu können. Bereits als Redakteur der Volkswacht hatte Leisner Ende 1930 gutgläubig den Wunsch geäußert, dass es „einen großen Schritt … in die kommende Ordnung, aus dem Hass in Verstehen, aus Kampf und nach Kampf zu Frieden und Wohlgefallen“ geben werde.

### Weiterer Berufs- und Entwicklungsweg
Ein innerparteilicher Untersuchungsausschuss der CDU stellte fest, dass „bei Leisner die Übernahme der Chefredaktion der Verantwortung ohne Kenntnis und Erlaubnis des damaligen Generalsekretärs, die Veröffentlichung eines Artikels der das Ansehen der Deutschen Demokratischen Republik erheblich geschädigt hat“ und in diesem Zusammenhang wurde der frühere CDU-Funktionär aus seiner Partei am 3. Februar 1953 ausgeschlossen. Dem Politischen Ausschuss wurde in dem Vorschlag des Untersuchungsausschusses zum Parteiausschluss Leisners als zusätzliche Begründung angeführt, dass er „im angetrunkenen Zustand … üble Schmähreden gegen die DDR und die CDU“ geführt habe. Ein satirisches Gedicht über Mitarbeitende der CDU-Hauptgeschäftsstelle in Form von Schüttelreimen zum Faschingsfest im Februar 1952 wurde Leisner zugeschrieben.
In einer 2011 erschienenen politischen Biographie über Götting wird ein von Willi Leisner verfasstes Geburtstagsgedicht zum 9. Juni 1951 für den CDU-Generalsekretär veröffentlicht, in dem der später „politisch angeeckte“ Autor offensichtlich aus seiner beruflichen Erfahrung in der CDU-Parteileitung reimte:
Jedoch in Zeiten, turbulent

wo’s oftmals stinkt und manchmal brennt,

wo’s oftmals ideologisch schief

und oftmals noch viel schlimmer lief,

bei Sturm und hohem Wellengang

und vieler Pläne starkem Drang,

wo’s vorne beißt und hinten blafft,

geht’s nur mit unverbrauchter Kraft.
Während Leisner zu den Mitarbeitenden in der CDU-Parteileitung zählte, die ihre Zuneigung ihrem Vorgesetzten Götting in schmeichelhaften Worten zeigten, z. B. „mit achtundzwanzig >General<, mit Sturm und Drang, mit Krach und Qual, mit kühnen Griff und mit Elan“ und ihm zugleich „großen Mut“ und „Erfolg“ wünschten, fügte der Kirchenreferent in dem Geburtstags-Gedicht von 1951 für den CDU-Generalsekretär mahnend hinzu, dass „ohne Herz der Mensch erfriert“.
Er sah aus „christlichen Schau“ im „Staat … eine diesseitige Ordnungsmacht mit der Legitimation den Frieden und die Wohlfahrt zu fördern“ und stellte aus eigenem Erleben fest, dass „es keine Staatsform (gibt), die eo ipso christlich ist oder auch nur christlicher als andere Staatsformen.“
Leisner erhielt in einen literarischen Preisausschreiben der Ost-CDU 1954 in der Gruppe Gedichte eine finanzielle Auszeichnung für sein Gedicht „Ernte“.
Leisner berichtete 1956 dem MfS von der politischen Einschätzung seines früheren Fachkollegen Kurt Grünbaum, der wie andere Kirchenleute im DDR-Regime „ein System auf Übergang“ sahen. Er beschwichtigte die Stasi mit der unmissverständlichen Meinung von Grünbaum, „dass es, solange Adenauer am Ruder sei, keine Wiedervereinigung geben werde.“
Im Jahre 1963 wurde er mit einem Buchpreis der Redaktion Neues Deutschland als Leser aus Brandenburg (Havel) für einen Beitrag im Rahmen des Preisausschreibens „Meine Familienbilanz und unserer Staat“ bedacht.

### Zerrieben im Kalten Krieg
Leisner wurde am 5. Februar 1953 im frühen Kalten Krieg von der Stasi verhaftet. Die amerikanische Zeitschrift The American Lutheran meldete zeitnah, dass Willi Leisner, ehemaliger Experte für kirchliche Angelegenheiten in der CDU-Hauptgeschäftsstelle der Ostzone verhaftet wurde.
Die Festnahme erfolgte – zehn Tage vor der Verhaftung des Außenministers der DDR sowie CDU-Funktionärs, Georg Dertinger. Leisner wurde nach Anwerbung als Geheimer Mitarbeiter nach fünfmonatiger Untersuchungshaft entlassen. Er lieferte Berichte an das Ministerium für Staatssicherheit, z. B. im Oktober 1956 zu einem von ihm geführten Gespräch über die „politische und kirchenpolitische Situation in der DDR“ mit seinem ehemaligen Ansprechpartner im Staatsapparat Kurt Grünbaum, der nunmehr im kirchlichen Dienst stand. In der Kirche wurde seine Spitzeltätigkeit unter dem Decknamen „Schönborn“ für das MfS bekannt. Nach MfS-Quellen waren es angeblich „gesundheitliche Gründe“, die zur Beendigung der Zusammenarbeit mit Leisner als GM des Ministeriums für Staatssicherheit der DDR im Sommer 1957 führten.
Er diente sich als „Ostberliner Journalist“ und Korrespondent des Union-Pressedienstes (UPD) nach einem Erstkontakt mit dem Rundfunk im amerikanischen Sektor von Berlin, RIAS, einer Westberliner Außenstelle des Bundesnachrichtendienst im Frühjahr 1954 an mit dem Angebot, „Informationen über die sowjetische Deutschlandpolitik und Interna aus der SED-Führung“ beschaffen zu können. Er machte zunächst einen „verkommenden und versoffenen Eindruck.“ Leisner stieß bei den westdeutschen Geheimdienst in Pullach im Frühjahr 1954 auf ein gewisses Interesse, nachdem dieser im Oktober 1953 aus der MfS-Untersuchungshaft entlassen worden war. Dass Leisner als Geheimer Mitarbeiter (GM) mit dem Decknamen „Schönborn“ vom DDR-Geheimdienst in seiner Untersuchungshaft rekrutiert wurde, wusste der BND wohl zu dieser Zeit nicht.
Nach dem Bau der Berliner Mauer stellte sich heraus, dass Willi Leisner überdies Konfident des sowjetischen Geheimdienstes geworden war und der BND ihm mit seinen Desinformationen auf dem Leim ging. Die Abschaltmeldung Leisners als V-Mann des BND erfolgte am 28. Mai 1963 mit der Begründung „im gegnerischen Auftrag als Quelle für den BND tätig gewesen“ zu sein. Die DDR-Zeitung Neues Deutschland veröffentlichte im März 1964 unter der Rubrik „Mein Wort zur Sache“ letztmals eine Leserzuschrift von Willi Leisner aus seinem Wohnort Brandenburg (Havel).
Um 1960 beteiligte sich der redegewandte Leisner an den aufkommenden Streitgesprächen zwischen den Kulturschaffenden besonders in seiner Wahlheimat Brandenburg und ergriff dort Partei für kritisierte Volkskünstler auf dem Gebiet der bildenden Kunst, was zu seinem Ausscheiden als Kulturbund-Funktionär zum 1. August desselben Jahres geführt haben könnte. Er verdiente am Ende seines Berufsweges hauptsächlich seinen Lebensunterhalt als so genannter Volkskorrespondent, wobei ihm seine Eigenschaft, gut differenzieren zu können, nützlich war.
Als Leisner im DDR-Rentenalter von 65 Jahren zu Verwandten, insbesondere zu seinem Bruder Hans, nach Westberlin fahren durfte, suchte er im Dezember 1964 erneut Kontakt zum BND und gestand im Folgejahr seine Rolle als Doppelagent, auf die er sich auf Grund früherer Inhaftierung eingelassen haben will. Er kam am 20. Juli 1965 in Untersuchungshaft, wurde aber wegen gesundheitlicher Gründe für haftunfähig erklärt und Ende desselben Monats aus dem Gefängnis wieder entlassen, jedoch anschließend als „mittel- und obdachlose“ ehemalige BND-Vertrauensperson in die Krankenstation der Zentrale des Bundesnachrichtendienstes in Pullach aufgenommen.
Sein Lebensmotto formulierte er bereits in der NS-Zeit als BK-Christ in Gedichtform:
Leben ist Wandern manchmal in Wonne,

Eingebettet in strahlende Sonne,

Manchmal in Nebel und Bangen,

Manchmal recht wie gefangen.

Sei es doch immer ein Schreiten

Unentwegt Seite an Seiten

Und, wie auch stürme und tobe das Land,

Ganz geborgen in Gottes Hand!
Nach seinem Ableben in der Krankenstation in der BND-Zentrale wurde Willi Leisner in Absprache mit seinen West-Verwandten auf dem Waldfriedhof in München im August 1965 beigesetzt.

## Veröffentlichungen (Auswahl)
- Passion, 1938[173]
- Geborgen in Gottes Hand – Lieder einer betenden Gemeinde [Bekennende Kirche – CVJM], 1938[174]
- Christen und Marxisten, 1948[175]
- Wie steht der Christ zur Sowjetunion? zusammen mit den CDU-Funktionären Gerhard Fischer und Günter Wirth, Hrsg. Parteileitung der Christlich-Demokratischen Union Deutschlands, 1952[176]
- Christlich-Demokratische Union und Junge Gemeinde, 1952[177]
- Christen und aktuelle politische Aufgaben. Einige Bemerkungen zu den Meißner Thesen 19 bis 21, 1952[178]
- Sonntagswort für das christliche Haus: Das Leben wählen! 1952[179]
- Rückschau auf die ersten Havelfestspiele in unserer Stadt (Brandenburg), 1963[180]
- Neue Werke unserer Komponisten. Johannes Paul Thilman. Sinfonisches Poem., 1964[181]
- BRANDENBURG: Orgeltage 1964[182]

Überdies verfasste er Beiträge für die Zeitungen Potsdamer Kirche und die Kirche.